# جاستین کروگر
جاستین کروگر (انگلیسی: Justin Kruger) روان‌شناس اجتماعی و استاد مدرسه کسب و کار اشترن دانشگاه نیویورک اهل آمریکا است. پژوهش او به همراه دیوید دانینگ منجر به شناخت اثر دانینگ–کروگر شد.